# Carex azuayae
Carex azuayae là một loài thực vật có hoa trong họ Cói. Loài này được Steyerm. mô tả khoa học đầu tiên năm 1963.